# デッカ航法

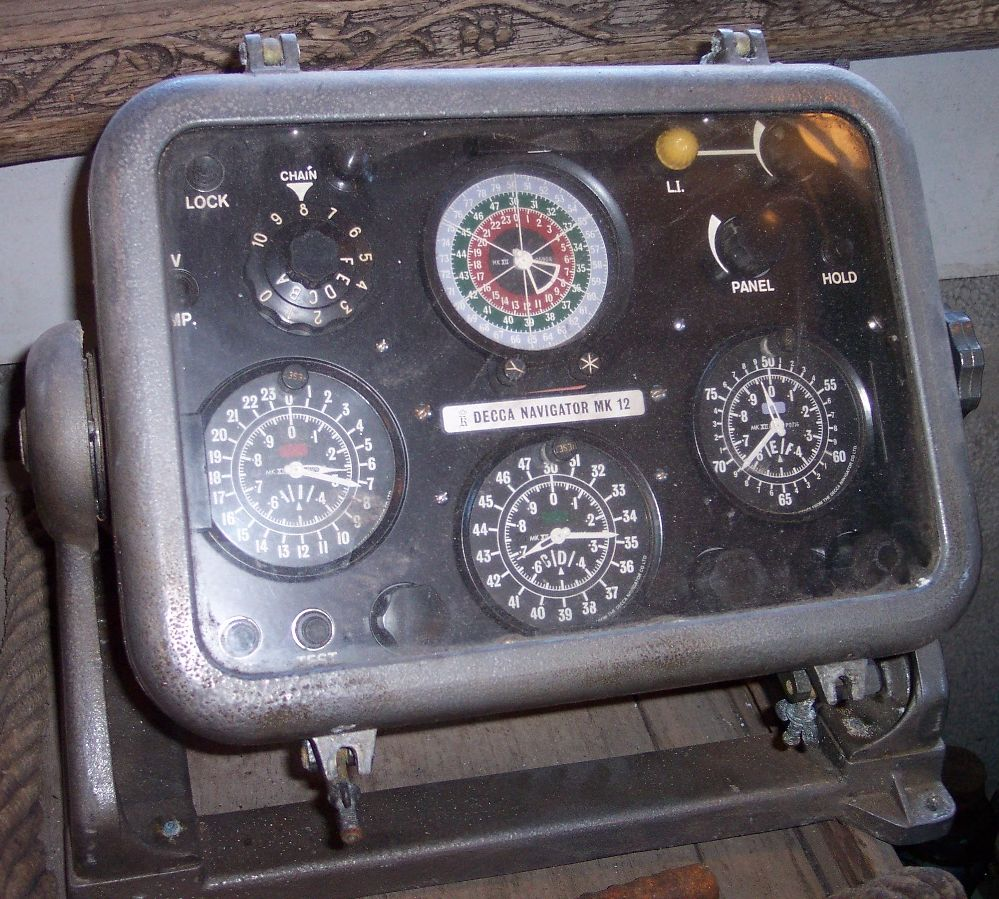
Decca Navigator Mk 12（1962年頃）のディスプレイパネル。

デッカ航法（デッカこうほう、英: Decca Navigator System）は地上系の電波航法システムの一つ。1944年にイギリスのデッカ・レコード社が開発したもので、アンテナ、送受信機、電源で構成される装置を3地点に設置して、それぞれから電波を発信することで、洋上の艦艇が自艇の現在位置を把握できるシステム。
主に船舶で利用されており、使用周波数は70 - 130kHz。ロランと同じく地上系の電波航法システムである。ロランがパルス波の到達時間差（および位相差）を用いるのに対し、デッカは連続波の位相差を用いて測位する。
日本では昭和40年代に運用が開始された。しかしGPSの普及などにより、日本では2001年4月1日に民間の運用が停止された。海上自衛隊掃海業務支援隊航法支援科においても50年間、掃海作業用の航法支援に運用してきたが2020年10月1日に終了することとなった。